# 1+1は敵の数
『1+1は敵の数』(Catty-Cornered,1966年9月21日)は、「トムとジェリー」の作品の一つ。製作はチャック・ジョーンズ。

## 内容
あるアパートの部屋と部屋を隔てた壁の巣穴に住むジェリー。ある朝起き出したジェリーが一方の外へ出てみると、テーブルの上に大きなチーズが。しかし、それはトムの罠であった。ジェリーはトムにハエたたきで叩かれながら穴へと逃げ込み、別の穴から出てトムの魔の手から逃れようとする。しかし、もう一方にも黄色い別のネコが住んでいた。ジェリーは再び穴へと逃げ込んだが、こちらが1匹に対し相手は2匹。2対1では確実にやられてしまう。
そこでジェリーは名案を思いついた。トムの前へわざと姿を現し、ひげを引っこ抜いてからかう。怒ったトムはジェリーを再びハエたたきで攻撃しようとするが、ハエたたきを突っ込み過ぎたがためにもう一方の穴を覗いていた黄色いネコを叩いてしまう。突然頭を叩かれた黄色いネコは、ジェリーが強大化したと勘違いする。黄色いネコも負けじとパンチでジェリーに対抗するが、同じく勢い余ってトムをぶっとばしてしまい、トムもまたパワーアップしたジェリーの仕業と勘違いし始める。
ジェリーの計略に乗せられ隣人同士で傷めつけ合っていることに全く気が付かないトムと黄色いネコ。こうして彼らは「壁の向こうの強敵」打倒を胸に互いに策を巡らせ続ける。
最終手段で、黄色いネコは手榴弾をジェリーの穴に放り込む。一方、時を同じくしてトムも手榴弾を投げ込むが、転がした手榴弾が衝突し合って弾き返されたり、お互いのものと入れ替わったりなどゴタゴタを繰り返すうちに最終的には両方とも大爆発。2匹のネコを隔てていた壁は跡形もなく吹き飛ぶ。
ウンザリした2匹は、爆発に巻き込まれ崩れた顔のままご近所同士仲良く家を出る。またジェリーもその2匹の後を追うようについて行くのであった。

## 登場キャラクター
トム
ジェリーを捕まえようと様々な作戦を練るも、同じくジェリーを狙っていた隣室の黄色いネコと不毛な戦いを繰り広げる羽目になる。最後は黄色いネコ共々手榴弾を転がすが爆発に巻き込まれ、部屋の壁が吹き飛んだところで黄色いネコ共々家を出ていった。
ジェリー
トム宅にあるチーズを食べようとするもトムにハエ叩きで攻撃され、隣人の黄色いネコにも捕まりそうになる。不利な状況を鑑み、トムと黄色いネコの両者を同士討ちさせる作戦を考え、最終的に引き分けに追い込んだ。
黄色いネコ
本作で初登場。トムの隣に住んでいる。部屋に忍び込んだジェリーをやっつけようとするが、壁の向こうにいるトムのジェリーに向けた攻撃がジェリーそのものの攻撃と勘違いしたことで、ネコ同士の戦いを展開させる。最後はトム共々手榴弾の爆発に巻き込まれて部屋の壁が吹き飛び、家を出ていった。
カジキマグロの飾り
黄色いネコの部屋に飾られていたが、隣のトムがジェリーを捕まえようと放った銛が（ジェリーの巣穴を貫通し）口に引っ掛かってトムに引き寄せられ、狭いジェリーの巣穴を強引に潜り抜けたため、トムがロープを引くと身が剥がれて骨だけになる。最後は巣穴から急に飛び出し、トムを後方の壁に突っ込ませて角で刺し吊るした。